# Фрич, Йозеф Вацлав
Йозеф Вацлав Фрич (чеш. Josef Václav Frič; 5 сентября 1829, Прага, Австрийская империя — 14 октября 1890, там же) — чешский писатель

, публицист, поэт, драматург, переводчик, журналист, политик, активист национального возрождения, революционный деятель.

## Биография
Сын юриста, политика и профессора Пражского университета. Ещё учась в гимназии, присоединился к нелегальной деятельности радикальных демократов.
Обучался на юридическом факультете Пражского университета.
Участник Революции 1848—1849 годов, был одним из руководителей радикально-демократического лагеря, представлял радикальное студенческое объединение «Славия». Участвовал в восстании в Праге в 1848 году. Вместе с Йозефом Риттигом вывел пражских студентов и сражался на баррикадах. Вместе с Людовитом Штуром подготовил восстание против власти Габсбургов в Словакии.
В 1849 году был арестован австрийскими властями, обвинён в заговоре и государственной измене и приговорён к 18 годам тюремного заключения. В 1854 году освобождён по амнистии.
В 1855 году в Праге издавал литературно-политический альманах «Лада Ниола». В 1858 году вновь был арестован и в 1859 году выслан из страны. В 1859—1879 годах жил в эмиграции (Загреб, Будапешт,Лондон, Париж, Берлин, Рим), где сблизился с А. И. Герценом, встречался с И. С. Тургеневым.
Издавал заграничные «вольные» журналы «Чех», «Бланик» и другие, в которых призывал чешский народ к борьбе с австрийской монархией.
В основе его деятельности лежала идея создания самостоятельного чешского государства, республиканского и демократического по своему характеру. Был одним из немногих чешских политиков XIX-го века, которые требовали распада Австро-Венгрии. Фрич тесно сотрудничал с радикальными демократами других стран (Мерославский, Герцен, Бакунин, Кинкель, Гарибальди, Телеки, Кошут).
Вернувшись на родину, отказался от политических амбиций и занимался исключительно литературой.
Похоронен на Вышеградском кладбище в Праге.

## Творчество
Один из зачинателей чешской гражданской лирики. В стихах 1850-х годах (сборник «Песни из крепости») выразил протест против самодержавного гнёта, прославил революционную борьбу чешского народа во время Весны народов. В ряде стихотворений воспел героизм гуситов. Самая важная его литературная работа — патриотическая поэма «Вампир» (1849).
Как прозаик способствовал формированию реалистического направления в чешской литературе.
Автор «Воспоминаний» (тт. 1-4, 1886—1887), которые содержат богатый материал из общественно-политической жизни Чехии 2-й половины XIX века.
Переводил произведения европейских, в том числе русских, классиков.
Пользовался псевдонимами М. Бродский и А. Хрон.

## Избранные произведения
Поэзия
- Lada Nióla — альманах молодых поэтов (1855)
- Písně z bašty — романтический сборник (1862)

Драма
- Václav IV
- Svatopluk a Rostislav
- Hynek z Poděbrad
- Der Apostat (либретто)
- Vladimír Bohův zvolenec (перевод)

Другие сочинения
- Osud rozervance
- Sebrané spisy
- Paměti